# Канонерские лодки типа «Canovas del Castillo»
«Canovas del Castillo» — тип канонерских лодок, строившихся в 1921—1925 годах для ВМС Испании. Принимали участие в Рифской войне и Гражданской войне в Испании на стороне франкистов.
«Canovas del Castillo» участвовала в боях за Кадис на начальном этапе войны.
«Dato» сыграла значительную роль в проводке так называемого «конвоя победы» (5 августа 1936) из Сеуты в Альхесирас. 7 августа 1936 года потоплена артогнём линкора «Хайме I». Поднята в том же месяце и, после ремонта и модернизации, введена в строй в феврале 1937 года.
В 1937—1938 гг. все корабли данного типа были модернизированы: изменена форма форштевня, орудия получили щиты, состав зенитной артиллерии изменён на 2 x 1 — 76/40 орудия Ansaldo 1917 и 1 x 1 — 20/70 зенитный автомат Scotti-Isotta Fraschini 1939. В 1940-е гг. противовоздушные орудия были вновь заменены на 2 x 1 — 47/50 орудия Vickers, 3 x 1 — 20/65 зенитных автомата C/38.
Послужили прототипом для серии мексиканских канонерских лодок типа «Guanajuato».

## Представители проекта
| Наименование         | Операторы | Заложен    | Начало службы | Конец службы      |
| -------------------- | --------- | ---------- | ------------- | ----------------- |
| Canovas del Castillo | Испания   | 22.2.1921  | 7.12.1923     | Списан 11.12.1959 |
| Canalejas            | Испания   | 29.06.1921 | 13.09.1924    | Списан 17.09.1951 |
| Dato                 | Испания   | 01.04.1922 | 23.05.1925    | Списан 12.07.1953 |